# Журавка (археологический памятник)
Жура́вка — археологический комплекс, состоящий из поселения и могильника черняховской культуры III—IV веков. Расположен на территории современной Черкасской области, в бассейне реки Малиновка (приток Днепра).

## Исследования
Поселение и могильник были обнаружены в 1956 году археологом Ю. В. Кухаренко. В 1959—1963 годах археологические работы проходили под руководством Э. А. Сымоновича.
Установлено, что поселение включало 33 полуземлянки, 170 хозяйственных ям, несколько отдельно расположенных очагов, две гончарные двухъярусные печи и мастерскую гончара. На могильнике выявлено 124 погребения разных типов. Среди обнаруженных вещей доминировали орудия труда и бытовая утварь, детали одежды и украшений. Также найдено значительное количество лепной посуды, относящейся к киевской и вельбарской культурам.